# 林麗媚
林麗媚，現為無綫電視編劇、編審。曾在香港電視網絡任職編劇。在無綫擔任《刑事偵緝檔案IV》、《戇夫成龍》、《天涯俠醫》等作品編劇，後轉職至香港電視，擔任《開腦儆探》編劇，於香港電視不獲發牌後返回無綫電視，首部編審劇集是《樓奴》。

## 編審／編劇列表

### 電視劇（無綫電視）
- 1999年：《刑事偵緝檔案IV》編劇
- 2000年：《廟街·媽·兄弟》編劇
- 2001年：《娛樂反斗星》編劇
- 2002年：《再生緣》編劇
- 2003年：《戇夫成龍》編劇
- 2004年：《天涯俠醫》編劇、《街市的童話》編劇、《怪俠一枝梅》編劇、《烽火奇遇結良緣》編劇
- 2005年：《蕭十一郎》編劇、《西廂奇緣》編劇、《學警雄心》編劇
- 2010年：《女王辦公室》編劇
- 2011年：《不速之約》編劇、《荃加福祿壽探案》編劇、《萬凰之王》編劇
- 2015年：《樓奴》編審
- 2016年：《純熟意外》編審+編劇
- 2017年：《與諜同謀》編審+編劇
- 2018年：《特技人》編審、《天命》編審（與葉天成合作）
- 2020年：《機場特警》編審
- 2021年：《我家無難事》編審
- 2023年：《隱形戰隊》編審（梁恩東合編）
- 2024年：《再見·枕邊人》編審、《神耆小子》編審

### 電視劇（亞洲電視）
- 2005年：《情陷夜中環》編劇
- 2006年：《情陷夜中環2》編劇

### 電視劇（香港電視網絡）
- 2015年：《開腦儆探》編劇